# M.C.A.
M.C.A. war ein deutscher Hersteller von Automobilen.

## Unternehmensgeschichte
Das Unternehmen M.C.A. Automobilwerke Ulrich Otten aus Bremen-Schönebeck begann 1962 mit der Produktion von Automobilen. M.C.A. stand für Motor-Car-Agentur. Im Juni 1964 gab es ein Verfahren gegen Ulrich Otten wegen Betrugs und Schulden, woraufhin er sich in die USA absetzte. In dem Jahr wurde die Produktion eingestellt. Insgesamt entstanden 50 bis 60 Fahrzeuge, von denen eines noch existiert.

## Fahrzeuge
Das Modell Jetstar war ein offener Zweisitzer mit einer Karosserie aus Fiberglas, dessen Vierzylinder-Boxermotor aus 1198 cm³ Hubraum 45 PS entwickelte. Das Coupé Jetkomet hatte einen Motor mit 1493 cm³ Hubraum und 65 PS Leistung. In beiden Fällen stammte der Motor von VW und war im Heck montiert. Die Fahrzeuge waren von einem Modell von Devin Enterprises inspiriert. Sie wurden auch bei Autorennen eingesetzt.

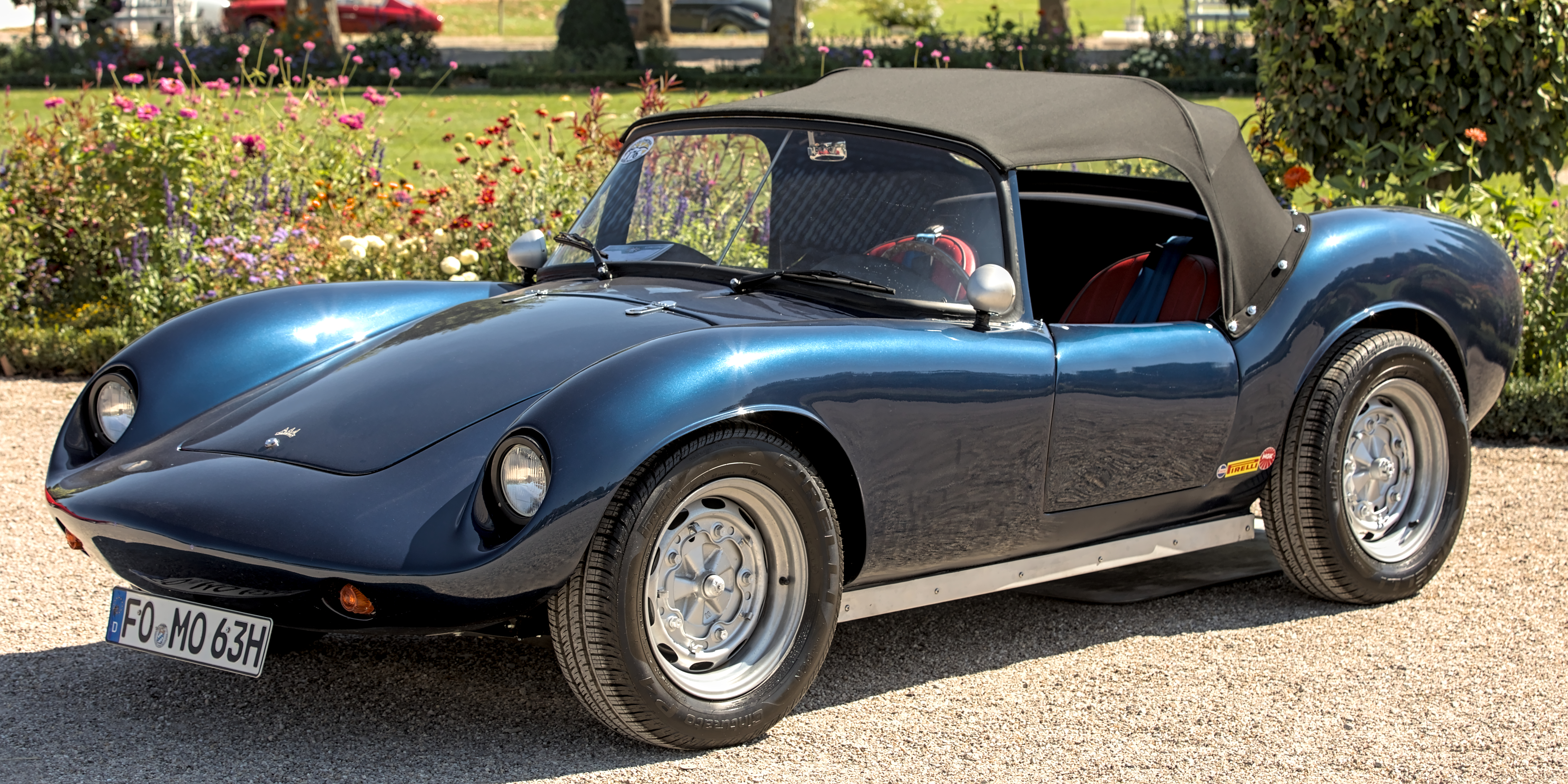
M.C.A. Jetstar
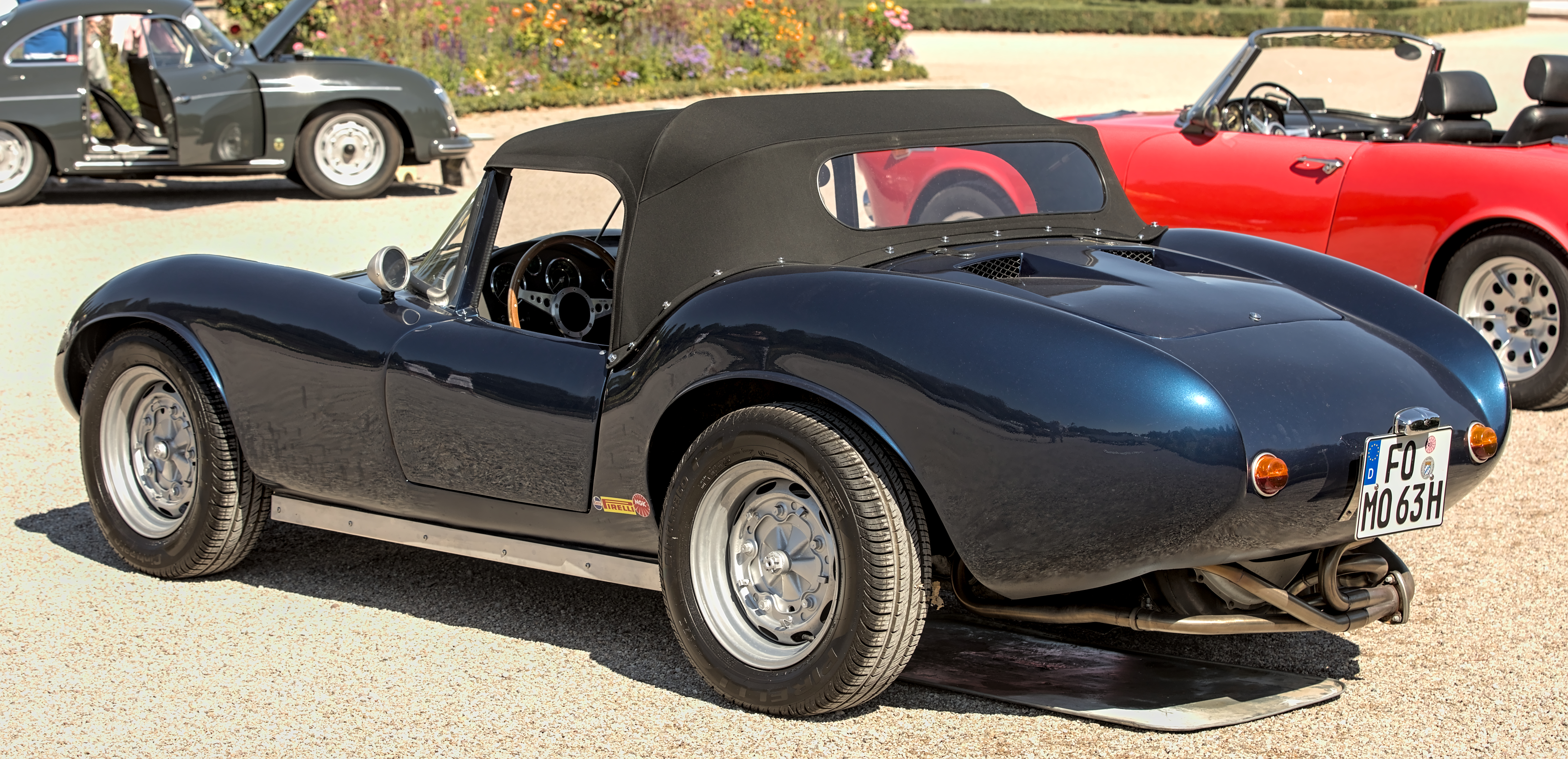
Heckansicht